# Sibérie m'était contéee
Albums de Manu Chao
Radio Bemba Sound System
(2002) La Radiolina
(2007)
Sibérie m'était contéee est le premier album entièrement en français de Manu Chao, enregistré en 2004 et tiré à seulement 150 000 exemplaires.
"Après quatre années d’errance musicale aux quatre coins du globe et de succès à la chaîne", Chao semble avoir "besoin de se ressourcer, de retrouver ses véritables racines ".La production est assez dépouillée, guitare et accordéon.
L'album est accompagné d’un livre avec les paroles des chansons de l’album ainsi que celles de ses précédents albums, illustré par Jacek Woźniak, un ami du père de Manu, Ramon Chao, "écrivain et ancien rédacteur en chef du service Amérique latine de RFI".

Les chansons de l’album se rapportent de façon plus prononcée à Paris et au mode de vie parisien. La chanson la plus entendue est Petite blonde du boulevard Brune. La chanson Helno est mort a été écrite en mémoire de son ami Noël Rota, alias Helno, le chanteur des Négresses Vertes, mort d’une surdose en 1993.
Ce disque est un règlement de comptes avec ma vie à Paris pendant beaucoup d’années et c’est désormais bien du passé. Il fallait que ça sorte un jour".D’accord mais pourquoi la Sibérie ? Wozniak a un début de réponse : "Au début on devait l’appeler Manu Rêva, puis ce titre est arrivé tout seul, Manu aimait bien le jeu de mots".
La faute d'orthographe à la fin du participe passé du titre est voulue.
En 2020 Manu Chao devait présenter le « Sibérie m’était contéee Asian Tour », une tournée en l’Inde, Bangladesh, Sri Lanka, Indonésie, Philippines, Laos, Malaisie et Singapour.

## Liste de titres
| No  | Titre                            | Durée |
| --- | -------------------------------- | ----- |
| 1.  | Le P'tit Jardin                  |       |
| 2.  | Petite blonde du boulevard Brune |       |
| 3.  | La Valse à sale temps            |       |
| 4.  | Les mille paillettes             |       |
| 5.  | Il faut manger                   |       |
| 6.  | Helno est mort                   |       |
| 7.  | J'ai besoin de la lune           |       |
| 8.  | L'Automne est las                |       |
| 9.  | Si loin de toi, je te joue       |       |
| 10. | 100 000 remords                  |       |
| 11. | Trop tôt, trop tard              |       |
| 12. | Te tromper                       |       |
| 13. | Madame banquise                  |       |
| 14. | Les Rues de l'hiver              |       |
| 15. | Sibérie fleuve amour             |       |
| 16. | Les Petites Planètes             |       |
| 17. | Te souviens-tu...                |       |
| 18. | J'ai besoin de la lune           |       |
| 19. | Dans mon jardin                  |       |
| 20. | Merci bonsoir...                 |       |
| 21. | Je suis fou de toi               |       |
| 22. | Les Yeux turquoises              |       |
| 23. | Sibérie                          |       |